# Двор-колодец
Двор-колодец — двор, образованный близко стоящими стенами многоэтажных домов, обычно при блокированной застройке. Вход с улицы через подворотни. Часто является местом размещения мусорных контейнеров, парковки автомобилей. Зачастую плохо освещён. Может иметь проходы в следующие дворы (такие дворы называются проходными).

## История возникновения
Оборотистые люди в Петербурге стали покупать участки в центре города и перестраивать их для сдачи внаём. Для удобства застройки участки обычно имели прямоугольную форму. В главном доме, фасад которого выходил на набережную или проспект, селился владелец, потом по краям участка возводились флигели, а затем застраивалась часть внутри, разделяя территорию на клетки.

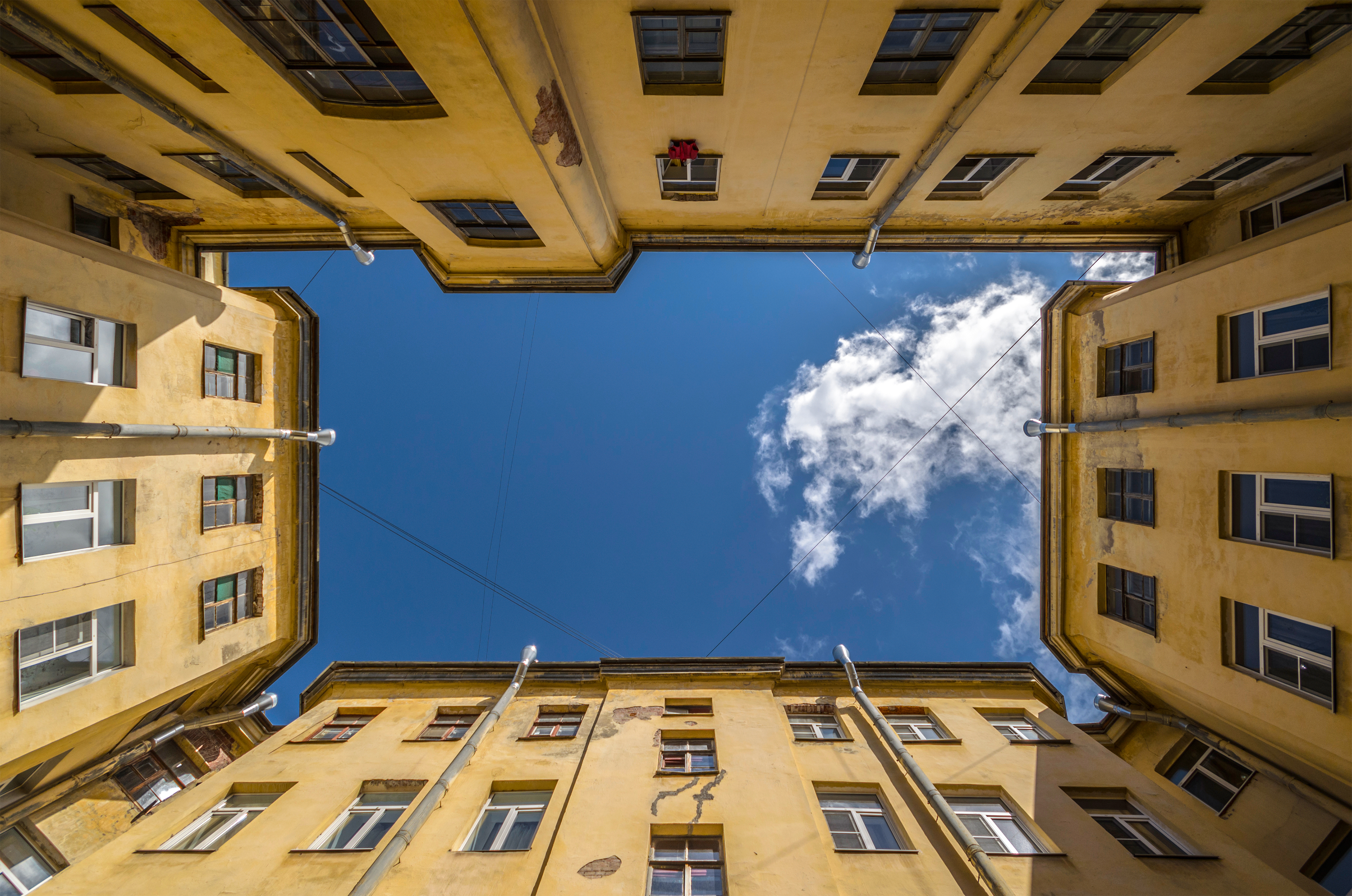
Двор-колодец в Санкт-Петербурге (4-я линия Васильевского острова)
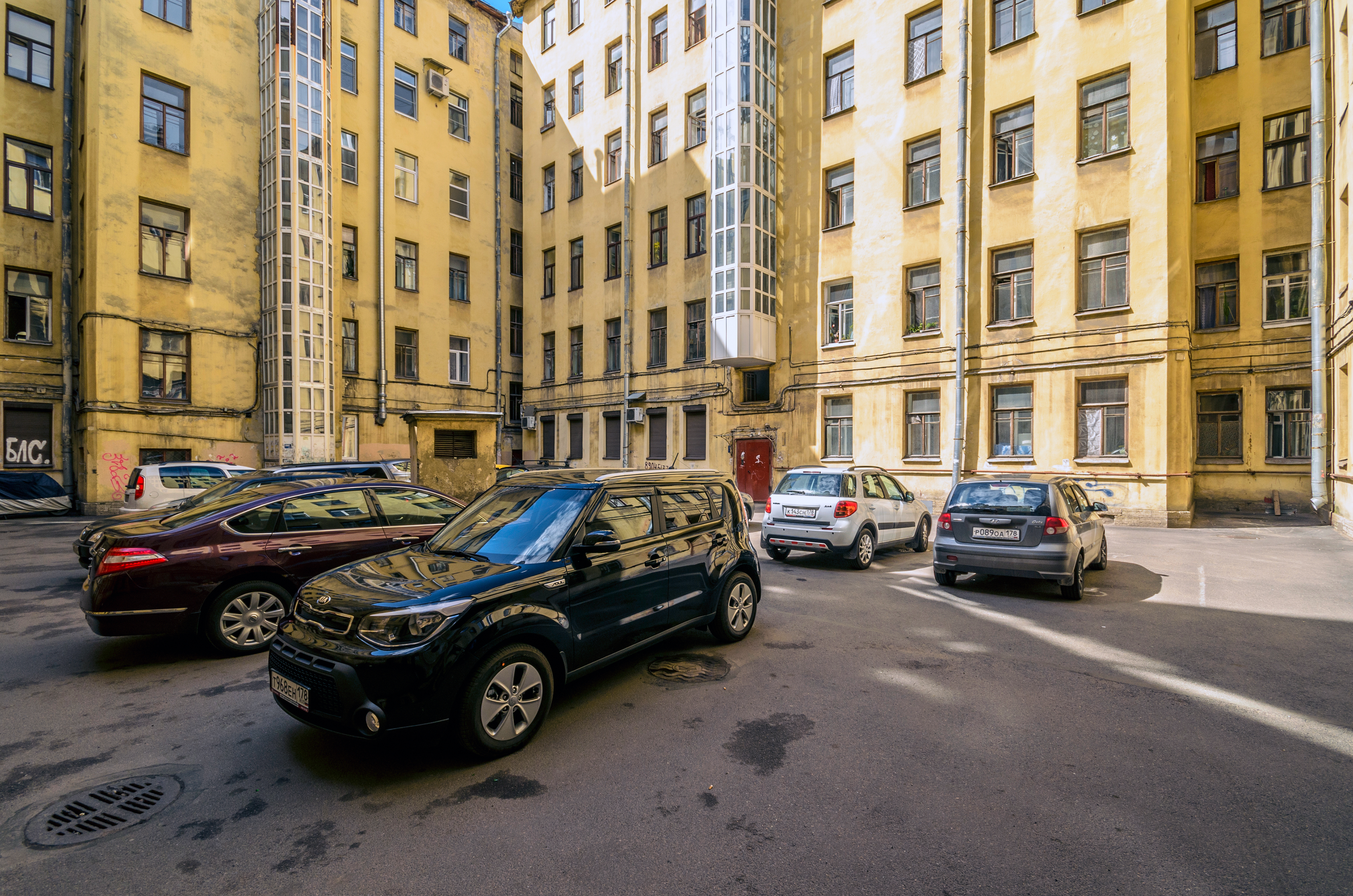
Двор на 6-й линии Васильевского острова